# ASC Purple

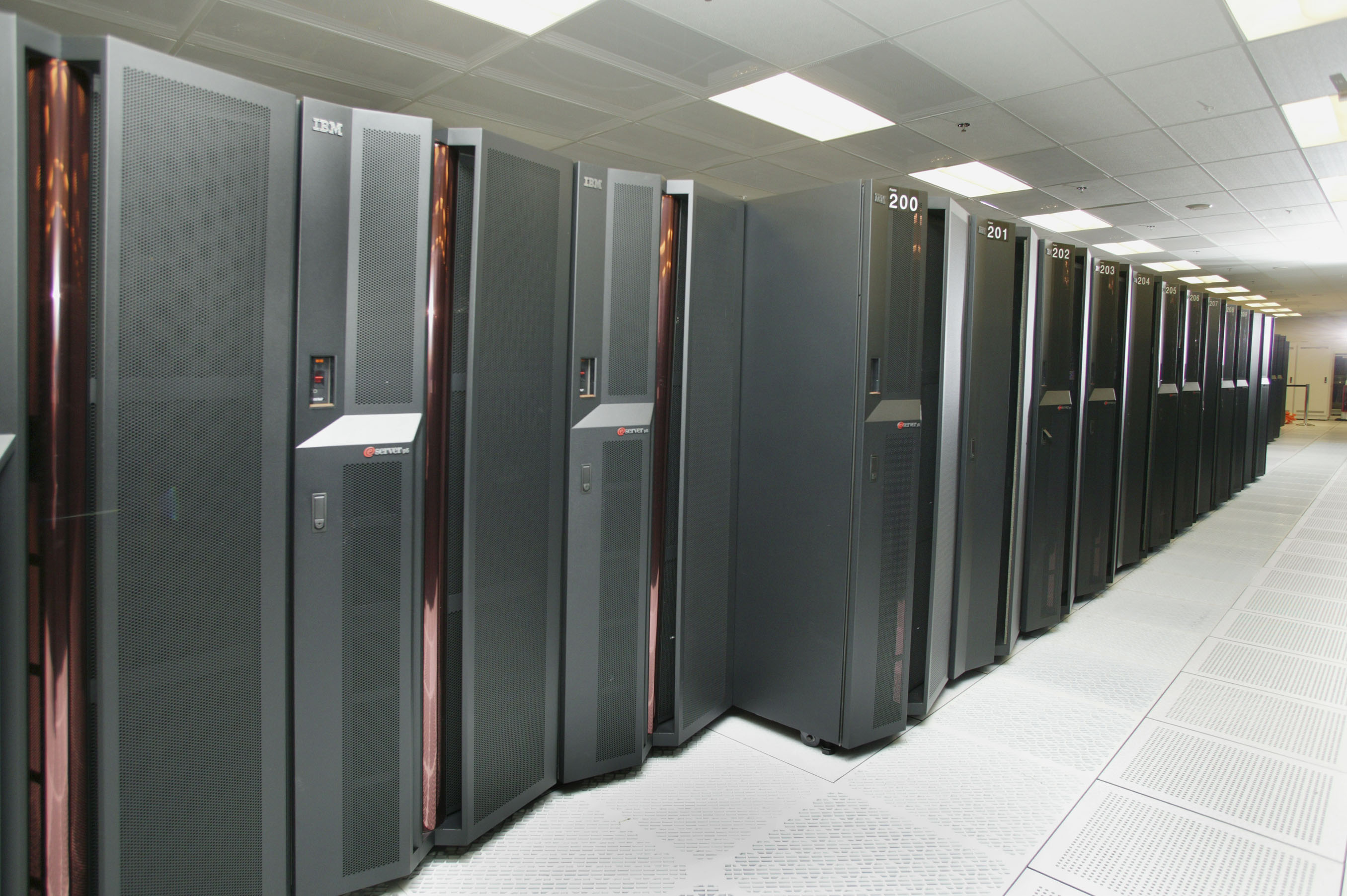
ASC Purple Supercomputer

ASC Purple ist ein Supercomputer des Lawrence Livermore National Laboratory in Livermore (Kalifornien). Er wurde in Zusammenarbeit mit IBM mit Mitteln des Advanced Simulation and Computing Program entwickelt und im Oktober 2005 in Dienst gestellt.

## Aufbau
Das System besteht aus 196 miteinander verschalteten IBM eServer pSeries p5 575 SMP-Großrechnern mit insgesamt 12.288 IBM Power5-Prozessoren mit 1,9 GHz. Das System verfügt über insgesamt 49,2 Terabyte Hauptspeicher sowie 2,8 Petabyte Festplattenspeicher. Als Betriebssystem kommt IBM AIX 5.3 zum Einsatz.
Die Leistungsaufnahme von ASC Purple inklusive des Kühlsystems liegt bei rund 7,5 MW. Das ist etwa das 100.000-fache eines Büro-PCs (75 Watt).

## Leistung
ASC Purple erreichte im November 2005 mit einer LINPACK-Leistung von 63,39 TFLOPS (theoretische Spitzenleistung: 77,82 TFLOPS) Platz 3 der Supercomputer-Weltrangliste TOP500. Im November 2008 war der Rechner mit 75,76 TFLOPS bei 92,78 TFLOPS theoretischer Spitzenleistung noch auf Platz 33 gelistet.